# Canon de 5,5 pouces

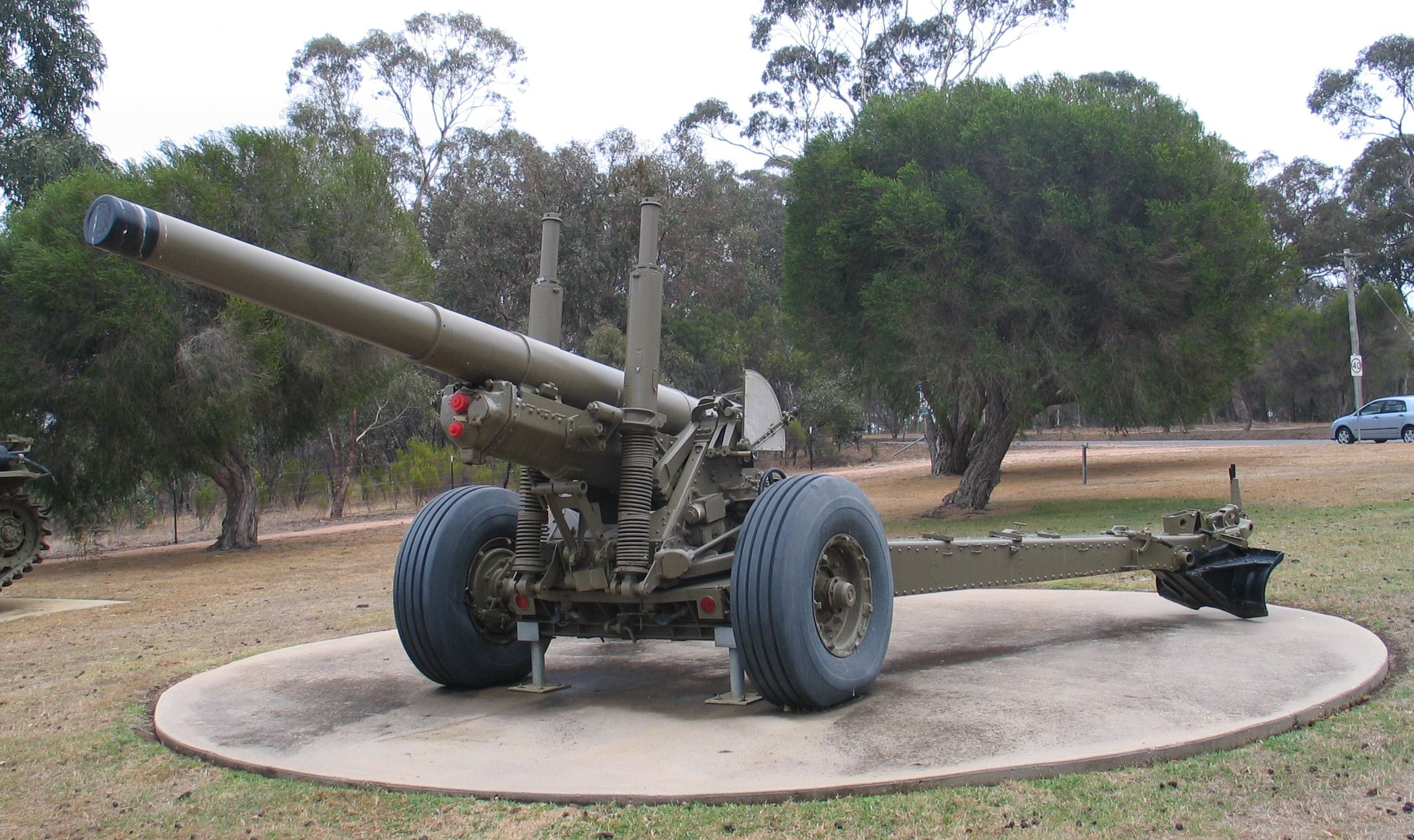
Puckapunyal Army Camp, Victoria, Australia

Le Canon de 5,5 pouces est une pièce d'artillerie moyenne britannique utilisée pendant la Seconde Guerre mondiale, à partir de 1941.

## Caractéristiques
- Pays :  Royaume-Uni
- Année : 1941
- Masse : 6 190 kg
- Artilleurs : 10
- Production : 5000
- Poids des obus : 37 ou 45 kg
- Vitesse initiale : 590 et 511 m/s
- Portée maximale : 16550 m. et 14813 m.
- Cadence de tir : 2 coups par minute